# Gunnar Eliasson
Gunnar Eliasson, född 1937, är en svensk nationalekonom och professor emeritus i industriell ekonomi vid Kungliga Tekniska högskolan .
Eliasson var verksam vid Industriens Utredningsinstitut och disputerade i nationalekonomi vid Uppsala universitet 1967. Åren 1976 till 1990 var han chef för IUI.
Eliasson är ledamot av Ingenjörsvetenskapsakademien sedan 1978  och är författare till ett stort antal böcker .